# Перехрестя (фільм, 1962)
«Перехрестя» — радянський чорно-білий драматичний художній фільм 1962 року, знятий режисером Шакеном Аймановим на кіностудії «Казахфільм».

## Сюжет
Фільм розповідає про лікаря «Швидкої допомоги» Галію Ісмаїлову, її тривоги та радощі.

## У ролях
- Фаріда Шаріпова — Галія Ісмаїлова
- Асаналі Ашимов — Іскандер
- Леонід Чубаров — Степан Єгорович Медведєв, шофер
- Клавдія Хабарова — Тетяна, дружина Медведєва
- Володимир Сошальський — чоловік Галії
- Л. Тастанова — Бахиша
- Г. Ельвеїн — Славка
- Шахан Мусін — Лекеров
- Євген Діордієв — епізод
- Петро Морозов — дядько Гриша, санітар
- Шолпан Джандарбекова — акторка
- Рахія Койчубаєва — прохачка
- Юрій Померанцев — народний засідатель
- Сайфулла Тельгараєв — народний засідатель
- Анатолій Кириллов — епізод
- Ігор Вовнянко — епізод
- Євген Попов — епізод
- Муслім Абдуллін — чоловік акторки
- Віктор Голяшевич — епізод
- Алла Скрипко — епізод
- Олексій Бахарь — старшина міліції
- Любов Соколова — епізод

## Знімальна група
- Режисер — Шакен Айманов
- Сценаристи — Ольга Бондаренко, Василь Катінов
- Оператор — Михайло Аранишев
- Композитор — Садик Мухамеджанов
- Художник — Павло Зальцман